# NGC 3988
NGC 3988 is een elliptisch sterrenstelsel in het sterrenbeeld Leeuw. Het hemelobject werd op 13 april 1831 ontdekt door de Britse astronoom John Herschel.

## Synoniemen
- MCG 5-28-57
- ZWG 157.61
- NPM1G +28.0211
- PGC 37609